# St. Martini (Zimmern)

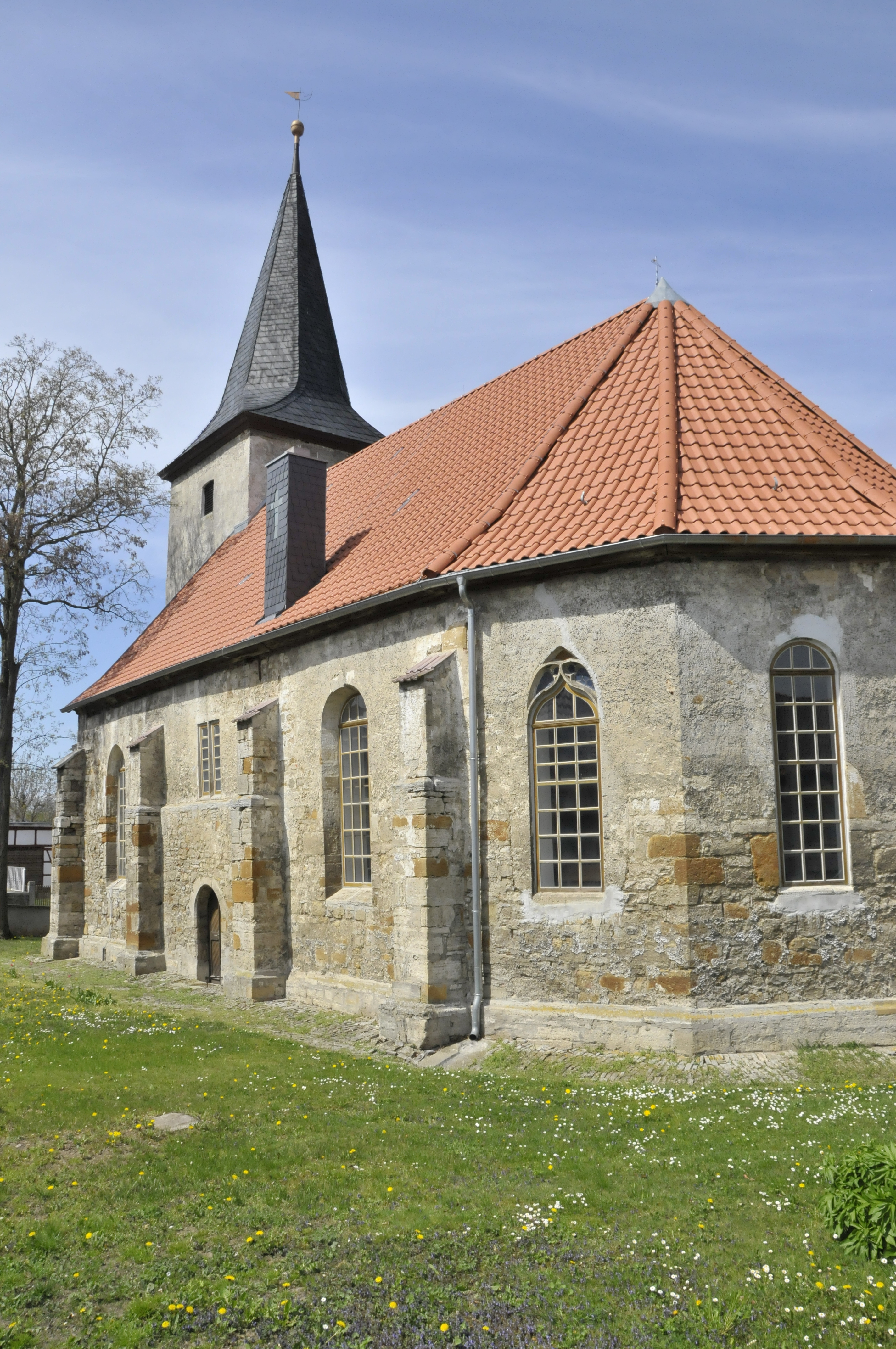
St. Martini

Die evangelische Dorfkirche St. Martini steht im Ortsteil Zimmern der Stadt Bad Langensalza im Unstrut-Hainich-Kreis in Thüringen.

## Geschichte
Im kleinen Ortsteil, der am südöstlichen Ausläufer des Hainichs liegt, wohnen über 300 Personen. Für sie ist die im Jahr 1700 geweihte Dorfkirche Mittelpunkt des kirchlichen und gesellschaftlichen Lebens. Der Kirchturm ist ortsbildprägend, weil er das Dorf überragt.